# Анцано дел Парко
Анца̀но дел Па̀рко (на италиански: Anzano del Parco; на ломбардски: Anzan, Анцан) е село и община в Северна Италия, провинция Комо, регион Ломбардия. Разположено е на 320 m надморска височина. Населението на общината е 1792 души (към 2017 г.).